# こんにちはいっと6けん
『こんにちはいっと6けん』（こんにちはいっとろっけん）は、関東地方のNHK総合テレビジョンで1993年4月5日から2013年3月21日まで、平日の昼前に放送されていた地域情報番組である。

## 概要と歴史
1970年代から1990年代前半にかけて、NHKでは日曜以外の13時台における総合テレビの編成は以下のようになっていた。
平日
13:00 ニュース（今と変わらず）
13:05 銀河テレビ小説再放送
13:25 地域放送枠
13:45 ニュースの窓（現：『みみより!解説』）
土曜日
13:00 ニュース
13:05 地域放送枠
13:25 大河ドラマ再放送
この地域枠で1974年から放送されていた『関東ネットワーク』と、対象を甲信越にも広げ1983年にリニューアルした『関東甲信越ネットワーク』とが、この番組の源流である。
昼前の地域放送枠が設定されたのは1980年代に入ってからで、1984年改編で昼前天気予報前に5分間のお知らせ枠が設定され、これが翌年に11:45開始の『くらしの情報』となり、平成になってから1991年改編で『ニュースセンター首都圏』となった。『ニュースセンター首都圏』は、正午のニュースの地域枠が5分しかないため、広域圏である関東の話題をフォローするという目的もあった。1992年の春には13時台の地域放送枠が全廃され、昼前に統合されることとなった。
1993年の春に大改編が実施されるにあたり、その際、関東地方では地域放送枠がほぼまるまる1時間設定され、地域のニュースと話題を伝えるこの番組が誕生した。他のブロックが地域枠を縮小する中、このような編成を維持しているのはほかに東北地方だけである。
2004年秋から、順次北関東で県域放送が始められたことにより、11:30に飛び降り点が設けられた。全国で唯一地元民放テレビ局が無い茨城県ではそこで県域放送に移行したが、2012年から飛び降りた栃木県は全媒体で民放と競合することから金曜日のみがその対象である。
基本的に、進行はNHKの職員アナウンサーが対応し、関東各地域拠点からのリポートは各局が個別に採用する契約キャスターが担った。東京都の話題は首都圏センターの契約キャスターが担ったが、彼女らは新規で契約することはまず無く、他の放送局で経験を積んだりフリーランスである程度活動して採用される。
受信料値下げと東日本大震災による編成方針見直しにより、2013年3月21日で番組は終了。20年の歴史に幕を下ろした。後継番組は『ひるまえ ほっと』。

## 放送時間
東京・神奈川・千葉・埼玉・群馬
平日 11:05 - 11:54（JST）
茨城
平日 11:05 - 11:30（JST）
栃木
月曜日〜木曜日 11:05 - 11:54（JST）
金曜日 11:05 - 11:30（JST）

### 備考
- 土曜日の放送は2005年度で終了。
- 祝日・国会中継・高校野球開催日及び重大ニュース発生時や大きな地震･重大な気象事案発生時は休止。
- その他、慣例として毎年1月に行われる消防出初め式や皇居の歌会始がある時は11:45からの短縮放送となる（その他のすべての地域でも地域番組の時間短縮や東京からの裏送り放送の休止対応がとられる）。この場合茨城は放送せず、栃木は金曜日と重なった場合のみ休止。
- 11:30に分岐点が設定されている。
  - 水戸局は2004年10月より、全日飛び降りで『こんにちはいばらきわいわいスタジオ』（〜2009年9月）→『とれたてワイドいばらき』（2009年10月〜）を放送。
  - 宇都宮局は2012年度から金曜のみ飛び降り『ときめきとちぎ』を放送。
  - 前橋局は2012年度は飛び降り設定を行わず、引き続きこの番組を放送（地域気象情報のみ差し替え。月・木はこの番組に制作参加）。
  - 関東以外の地域でもBSデジタル放送による「地デジ難視対策衛星放送」でホワイトリストに指定された地域・世帯に限り本番組の視聴が可能（東京送出の総合テレビをそのまま放送しているため。従って、裏送り送出の番組は視聴できない）。
  - 2011年3月22日 - 25日・28日 - 31日・4月1日は「こんにちは いっと6けん 震災生活情報」として11:30 - 11:54に放送した（海外向けのNHKワールド・プレミアムでも本番組を同時放送。ただし、スクランブル配信）。
- 毎月1日（1月のみ4日）は『正午のニュース』直前の11:59より緊急警報放送の試験信号発射実施のため11:53までの放送。

### 放送時間枠の変遷
| 期間            | 平日                  | 土曜日                |
| --------------- | --------------------- | --------------------- |
| 1993 - 1997年度 | 11:30 - 11:55（25分） | 11:30 - 11:55（25分） |
| 1998年度        | 11:30 - 11:54（24分） | 11:30 - 11:54（24分） |
| 1999 - 2005年度 | 11:05 - 11:54（49分） | 11:30 - 11:54（24分） |
| 2006 - 2012年度 | 11:05 - 11:54（49分） | （放送なし）          |

## 主なコーナー
- 6県各局リレー（月曜）
- 神奈川・茨城の情報（火曜）
- 千葉・栃木の情報（水曜）
- 群馬・埼玉の情報（木曜）
- フレッシュいっと便（金曜）
- 笑顔みつけ隊
- 知っとくカルチャー
- ホットdeいっと
- ぶらり散歩日和
- かんたんごはん（月曜 - 金曜日）
- 渋谷（NHK放送センター前）からの中継
- いまほんランキング
- きらり☆川柳（毎月第1金曜）
- ビデオレター
- お便りクラブ

### 終了したコーナー
- 川柳じぶん流（毎月第1月曜）
- ミニ中継 おじゃましま〜す
- わたしの街のイチオシさん
- カルチャークリック
- せいかつ上手
- とれたて築地情報
- うるおい花情報
- とっておき散歩
- 週末情報
- 日めくりカレンダー（月曜 - 金曜日）
- エプロンメモ
- 人生わたし流（金曜）

## 2012年度の出演者

### キャスター
- 結城さとみ（日本語センター出向）

2011年度より担当。過去に土曜日（1999年度〜2000年度）、月曜日〜金曜日（2001年度〜2006年度）キャスターを担当していた。2007年度から4年間はさいたま局勤務のため一旦番組を離れ、さいたまで契約キャスターたちの後方支援に回った。

### 首都圏センターリポーター
首都圏以外の各県のリポーターは各放送局の項目を参照。
2012年度
- 相沢志野（元長野局）7月で降板
- 竹澤知位子（元水戸局）
- 勝田真季（元横浜局）
- 菅野真美恵（旧名：菅野まみえ。元広島局）
- 熊崎友香（元千葉局。2008年度から）
- 内藤真紀（元高知局。2008年度から）
- 濵井丈栄（元鳥取局。2010年度から）
- 西村美月（元水戸局→新潟局。2010年9月から）
- 森園有里（元水戸局。2010年11月から）
- 井上朋子（元水戸局。2011年度から）
- 水谷麻子（元水戸局。2011年度から）
- 田中里香（元京都局→金沢局。2011年5月から）
- 上谷理佳（元長崎局。2011年度から）
- 北村みえ（元金沢局。2012年9月から）『ゆうどきネットワーク』のリポーターを担当していた。

2011年度
（2012年度出演者は除く）
- 大久保彰絵（元長野局、2012年4月より、『ラジオあさいちばん』を担当）
- 鈴木淳子（元甲府局。2009年4月から）
- 高橋牧子（2009年度から）
- 原直子（ディレクター）

### コーナー出演者
- 有賀正次（築地青果市場卸〔東京シティ青果）〕） -フレッシュいっと便
- 磯村信夫（大田花き市場〔大田花き〕） -フレッシュいっと便
- 幅充孝（ブックディレクター） - 知っとくカルチャー
- 中井精也（鉄道写真家） - ぶらり散歩日和
- 佐々木洋（プロナチュラリスト） - ぶらり散歩日和
- 宮澤やすみ（コラムニスト・仏像愛好家） - ぶらり散歩日和
- やすみりえ（川柳作家、2012年度〜） - きらり☆川柳
  - 一部の出演者は、後継番組｢ひるまえほっと｣にも出演。

## 過去の出演者

### キャスター
| 期間      | 期間      | 月曜日 - 木曜日 | 金曜日              | 土曜日       |
| --------- | --------- | --------------- | ------------------- | ------------ |
| 1993.4.5  | 1998.3.27 | 村松真貴子      | 村松真貴子          | 村松真貴子   |
| 1998.3.30 | 1999.3.27 | 滝島雅子        | 滝島雅子            | 波多野いづみ |
| 1999.3.29 | 2001.3.31 | 滝島雅子        | 滝島雅子            | 結城さとみ   |
| 2001.4.2  | 2003.3.29 | 結城さとみ      | 結城さとみ          | 柴田祐規子   |
| 2003.3.31 | 2004.3.27 | 結城さとみ      | 結城さとみ          | 坂本朋彦     |
| 2004.3.29 | 2005.3.26 | 結城さとみ      | 結城さとみ          | 永井伸一     |
| 2005.3.28 | 2006.3.31 | 結城さとみ      | 結城さとみ 宮﨑浩輔 | 大木浩司     |
| 2006.4.3  | 2007.3.30 | 結城さとみ      | 結城さとみ 山本哲也 | （放送なし） |
| 2007.4.2  | 2008.3.28 | 阿部陽子        | 阿部陽子 山本哲也   | （放送なし） |
| 2008.3.31 | 2011.4.1  | 石井麻由子      | 石井麻由子          | （放送なし） |
| 2011.4.4  | 2013.3.21 | 結城さとみ      | 結城さとみ          | （放送なし） |

- 荒木美和（2009年8月27日放送のヘルプ。現ラジオセンター）

### 主なリポーター・コーナー出演者
- 大場涼子（千葉局）
- 青山佳世
- 増子瑞穂
- 牛窪万里子（横浜局⇨東京）
- 横山祐子（横浜局）
- 石井寛子（横浜局）
- 棚橋志乃（横浜局）
- 伊藤奈美（横浜局）
- 岩井理江（前橋局）
- 田部純子（前橋局）
- 羽田あゆこ（前橋局）
- 佐藤由美子（前橋局）
- 大澤恵美（前橋局）
- 柿沼陽子（水戸局）
- 鈴木智子（水戸局）
- 山崎千佳子（水戸局）
- 加藤かおり（水戸局）
- 神尾和希子（水戸局）
- 小堀智子（水戸局）
- 神原千恵（水戸局）
- 大沢志津（宇都宮局）
- 佐々木ひとみ（宇都宮局）
- 寺内亜由美（宇都宮局）
- 小田貴子（宇都宮局）
- 佐藤純子（宇都宮局）
- 釜井美帆（宇都宮局）
- 橋浦多美（宇都宮局）
- 山下千尋（千葉局）
- 清家瑞穂（元松山→千葉局）
- 土屋雪子（千葉局）
- 宮坂圭子（元徳島→千葉局）
- 清水英恵（浦和局）
- 杉山圭子（浦和局）
- 西脇奈保子（浦和局）
- 長谷川尚子（浦和局）
- 佐藤睦子（後に『ゆうどきネットワーク』）リポーター
- 西岡里佳
- 小林巳記（元長野局。後甲府局を経て2012年度から水戸局でこの番組担当に）
- 小柴寿美子（元福島局）
- 古市真由子（元福井局）
- 井上未央
- 佐野仁美（元新潟局。2008年4月 - 2010年9月担当で、現『ワールドWaveモーニング』司会）
- 上村陽子（元金沢→千葉局）
- 渡邉結城
- 高橋美江（絵地図師・散歩屋） - とっておき散歩
- 杉山昌善（川柳作家） - 川柳じぶん流
- 丸山信次（築地青果市場卸） - とれたて野菜情報

## その他
- 当番組のエンディングは、｢こんにちはいっと6けん 終/製作･著作 NHK｣ではなく、｢つづいて気象情報｣と表示される。これは、後継番組（現在は、「つづいては気象情報」）も同様。
- 過去にも『いっと6けん』という番組があった（『小さな旅』の原型）。